# Joe Simon
Joseph H. Simon (Rochester, New York, 1913. október 10. – New York, 2011. december 14.) amerikai képregényíró, rajzoló és szerkesztő, számos jelentős képregény-karakter megteremtésében közreműködött az 1930-as és 1940-es években, a Képregények Aranykorában.
Első szerkesztője volt a Timely Comicsnak, annak a vállalkozásnak, melyből később megszületett a Marvel Comics. Néhány alkalommal használt írói álnevei: Gregory Sykes, Jon Henery.
Társával, Jack Kirbyvel együtt alkották meg Amerika Kapitányt, a képregényvilág egyik legidőtállóbb szuperhősét. Párosuk a DC Comicsnál is közreműködött az 1940-es években, melynek eredménye a Sandman, a Sandy the Golden Boy, társszerzőkként a Newsboy Legion, a Boy Commandos, és a Manhunter. Simon és Kirby más társaságoknál végzett munkájából született meg Fighting America és a The Fly. Az 1940-es évek végén Kirbyvel jelentősen közreműködtek a romantikus képregények létrejöttében, valamint első úttörői voltak a horror képregényeknek.